# Stroppiana
Stroppiana é uma comuna italiana da região do Piemonte, província de Vercelli, com cerca de 1.202 habitantes. Estende-se por uma área de 18 km², tendo uma densidade populacional de 67 hab/km². Faz fronteira com Asigliano Vercellese, Caresana, Pertengo, Pezzana, Rive, Villanova Monferrato (AL).

## Demografia
| Variação demográfica do município entre 1861 e 2011                               |
|                                                                                   |
| Fonte: Istituto Nazionale di Statistica (ISTAT) - Elaboração gráfica da Wikipedia |